# Kamen Rider V3
Kamen Rider V3 (jap. 仮面ライダーV3 Kamen Raidā Buisurī) – japoński serial tokusatsu, druga odsłona serii Kamen Rider. Serial powstał przy współpracy Ishimori Productions oraz Toei Company. Emitowany był na kanale MBS i NET od 17 lutego 1973 do 9 lutego 1974 roku, liczył 52 odcinków.
Cytat który występuje pod koniec czołówki brzmi następująco: „Kamen Rider V3 – Shirō Kazami jest cyborgiem. Poważnie zraniony przez tajemniczą organizację Destron, został zoperowany przez dwóch Kamen Riderów i odrodził się jako Kamen Rider V3.” (jap. 仮面ライダーV3・風見志郎は改造人間である。謎の秘密組織デストロンに重傷を負わされたが、仮面ライダー1号・2号によって改造手術を受け、仮面ライダーV3として蘇った! Kamen Raidā Buisurī Kazami Shirō wa kaizō ningen de aru. Nazo no himitsu soshiki Desutoron ni jūshō wo sawareta ga, Kamen Raidā Ichigō, Nigō ni yotte kaizōshutsu wo uke, Kamen Raidā Buisurī toshite yomigaetta!).

## Fabuła
Młody motocyklista Shirō Kazami jest przypadkowym świadkiem morderstwa, którego dokonał agent organizacji terrorystycznej Destron. Na nieszczęście potwór zorientował się o obecności Shirō i następnego dnia kilkakrotnie próbuje dokonać zamachu na jego życie. Kiedy Shirō zostaje zabrany przez fałszywą karetkę, szybko odzyskuje przytomność i wdaje się w walkę z terrorystami. Gdy wraca do domu znajduje całą swą rodzinę zamordowaną przez potwora. Postanawia się zemścić wraz z Hongō i Hayato, jednak tamci odradzają mu walki. W konsekwencji zdesperowany Shirō zostaje zabity, zaś dwaj Kamen Riderzy przywracają mu życie zmieniając w cyborga – Kamen Ridera Wersja 3 (V3). Od tej pory Shirō musi pokonać Destron przed zawładnięciem światem i jako trzeci Rider trafia pod opiekę Tōbeia Tachibany.
W połowie serii Destron tworzy własnego wojownika, który ma zniszczyć V3. Tym kimś staje się Jōji Yūki, który w wyniku okaleczenia traci prawą rękę. Zostaje szybko zoperowany i zmieniony w cyborga zwanego Ridermanem. Po wielu potyczkach decyduje się pomóc głównemu bohaterowi i walczyć u jego boku. Gdy Destron wysyła rakietę plutonową na Tokio, Riderman postanawia poświęcić swe życie i ratuje ludzi przed śmiercią. V3 nadaje mu przydomek „Czwarty Kamen Rider”. Wraz z pomocą swych dwóch poprzedników V3 ostatecznie rozprawia się z Destronem i ratuje świat.

## Bohaterowie
- Shirō Kazami (jap. 風見 志郎 Kazami Shirō) / Kamen Rider V3 (jap. 仮面ライダーV3 Kamen Raidā Buisurī)
- Jōji Yūki (jap. 結城 丈二 Yūki Jōji) / Riderman (jap. ライダーマン Raidāman)
- Tōbei Tachibana (jap. 立花 藤兵衛 Tachibana Tōbei)

- Junko Tama (jap. 珠 純子 Tama Junko)
- Shigeru Tama (jap. 珠 シゲル Tama Shigeru)
- Chłopięcy Oddział Kamen Rider (jap. 少年仮面ライダー隊 Shōnen Kamen Raidā Tai)
- Ken Sakuma (jap. 佐久間 ケン Sakuma Ken)

Poprzedni Riderzy
- Takeshi Hongō/Kamen Rider 1 (jap. 本郷 猛/仮面ライダー1号 Hongō Takeshi/Kamen Raidā Ichigō)
- Hayato Ichimonji/Kamen Rider 2 (jap. 一文字 隼人/仮面ライダー2号 Ichimonji Hayato/Kamen Raidā Nigō)

## Destron
Destron (jap. デストロン Desutoron) jest międzynarodową organizacją, której celem jest podbój świata poprzez ataki terrorystyczne. Organizacja Destron została utworzona przez żyjących członków Gel-Szokera pod przewodnictwem tajemniczego Wielkiego Przywódcy. Chociaż Destron miał oddziały w każdym kraju i starał się dominować całą planetę, jego kwatera główna była położona w Japonii, na której Destron skupił swoją uwagę.
- Wielki Przywódca Destronu (jap. デストロン首領 Desutoron Shuryō)
- Doktor G (jap. ドクトルG Dokutoru Gē; odc. 13-30) / Krabolaser (jap. カニレーザー Kani Rēzā; odc. 30)
- Baron Kieł (jap. キバ男爵 Kiba Danshaku; odc. 31-35) / Wampiromamut (jap. 吸血マンモス Kyūketsu Manmosu; odc. 35)
- Arcybiskup Skrzydło (jap. ツバサ大僧正 Tsubasa Dai Sōjō; odc. 36-40) / Zombi Nietoperz (jap. 死人コウモリ Shibito Kōmori; odc. 40, 52)
- Marszałek Zbroja (jap. ヨロイ元帥 Yoroi Gensui; odc. 41-52) / Zarigarna (jap. ザリガーナ Zarigāna; odc. 51-52)

## Media

### Filmy
- 1973: Kamen Rider V3 – filmowa wersja 2 odcinka.
- 18 lipca 1973: Kamen Rider V3 vs. Destron Kaijin (jap. 仮面ライダーＶ３対デストロン怪人 Kamen Raidā V 3 tai Desutoron Kaijin)

### Manga
Mangowa adaptacja serialu z ilustracjami Mitsuru Sugaya została wydana w 3 tomach przez Ishimori Production.

### S.I.C. Hero Saga
Historia poboczna S.I.C. Hero Saga zatytułowana Ksmen Rider V3 & Riderman: Riderman Another After była publikowana w czasopiśmie Monthly Hobby Japan od maja do sierpnia 2003 roku. Przedstawiała alternatywną historię powstania Riderman oraz nową postać: Destron Rider (jap. デストロンライダー Desutoron Raida).
Rozdziały
1. Kami Station (jap. 神ステーション Kami Sutēshon)
2. Attachment (jap. アタッチメント Atatchimento)
3. Destron Rider (jap. デストロンライダー Desutoron Raidā)
4. Jōji Yūki (jap. 結城丈二 Yūki Jōji)

### Muzyka
Opening
- „Tatakae! Kamen Rider V3" (jap. 斗え！仮面ライダーV3  Tatakae! Kamen Raidā Bui Surī)

Słowa: Shōtarō Ishinomori
Kompozycja: Shunsuke Kikuchi
Wykonanie: Hiroshi Miyauchi & The Swingers (jap. ザ・スウィンガーズ Za Swingāzu)
Ending
- „Shōnen Kamen Rider tai no uta” (jap. 少年仮面ライダー隊の歌 Shōnen Kamen Raidā tai no uta)

Słowa: Saburō Yatsude
Kompozycja: Shunsuke Kikuchi
Wykonanie: Ichirō Mizuki & Columbia Yurikago-Kai (jap. コロムビアゆりかご会 Koromubia Yurikago-Kai)
Odcinki: 1-42
- „Hashire Hurricane” (jap. 走れハリケーン Hashire Harikēn)

Słowa: Sukeo Nōmi
Kompozycja: Shunsuke Kikuchi
Wykonanie: Masato Shimon & Columbia Yurikago-Kai
Odcinki: 43-52

## Obsada
- Shirō Kazami: Hiroshi Miyauchi
- Tōbei Tachibana: Akiji Kobayashi
- Jōji Yūki: Takehisa Yamaguchi
- Junko Tama: Hizuru Ono
- Shigeru Tama: Hideki Kawaguchi
- Ken Sakuma: Ken Kawashima
- Takeshi Hongō: Hiroshi Fujioka
- Hayato Ichimonji: Takeshi Sasaki
- Doktor G: Jōtarō Senba
- Baron Kieł: Eiji Gū
- Arcybiskup Skrzydło: Sachio Fujino
- Marszałek Zbroja: Bun'ya Nakamura
- Wielki Przywódca: Gorō Naya